# Montiludia nemorivaga
Montiludia nemorivaga är en tvåvingeart som beskrevs av Ito 1984. Montiludia nemorivaga ingår i släktet Montiludia och familjen borrflugor. Inga underarter finns listade i Catalogue of Life.